# Aeroportul Zhaotong
Aeroportul Zhaotong (IATA: ZAT, ICAO: ZPZT) este un aeroport din Yunnan, Republica Populară Chineză ce deservește zona Zhaotong⁠(d). Aeroportul a fost tranzitat în 2022 de 247.081 de pasageri. A fost numit după zona deservită.
aeroportul dispune de o singură pistă.